# Reserva de tigres de Palamau
La reserva de tigres de Palamau es una de las nueve reservas originales de tigre en la India y la única en el estado de Jharkhand. Forma parte del Parque nacional de Betla y del Santuario de vida silvestre de Palamau.

## Formación
El área en el distrito de Latehar en Jharkhand fue protegida en 1974 bajo el Indian Forests Act. Antes de la formación de la reserva, la zona se utilizaba para pastos del ganado y acampada; era muy propensa a los incendios forestales. En 1974, la zona fue establecida como la reserva de tigres de Palamau.

## Área
La reserva de tigre tiene una área total de 1,129.93 kilómetros cuadrados  (436 millas cuadradas) con una área central de 414.93 km² y una zona de amortiguación de 650 km².
Los pueblos forestales de Ramandag, Latoo y Kujurum se encuentran en la zona central. La mayoría de las aldeas son pequeñas; una aldea, Meral, contaba en 1993 de apenas 99 acres (400.000 m²) de tierra, 9 familias y 78 personas. En 1993 había 45 pueblos en la zona de amortiguación y unos 60 más en la periferia de la reserva.
A partir de 2012, ese número había aumentado a 136 aldeas que están en el "área de amortiguación" de la reserva de tigres de Palamau. En 1923 solo existían siete pueblos. Los aldeanos no pueden reclamar legalmente las tierras que se establecieron después de 1974, cuando se creó la zona de amortiguación para la reserva.

## Fauna y flora
La población de tigres es extremadamente escasa y contarlos se ha vuelto particularmente difícil debido a las actividades del Naxalite que han aumentado desde 1990. A partir de 2012, el conteo, usando ADN para prevenir el recuento excesivo, es de un macho y cinco tigres hembra.
El conteo inicial en 1974 cuando se creó la reserva fue de 50 tigres, pero algunos piensan que aquel fue un conteo sin controles adecuados. En 2005 el número de tigres se redujo a 38. El censo en 2007 encontró solo 17 tigres. El censo de tigres de 2009 basado en el análisis de ADN indicó que había solo seis tigres en la reserva. El departamento forestal afirmó que, debido a que el área central era casi inaccesible debido a un terreno difícil y a la presencia de la guerrilla Naxalite, puede que no se encontraran todos los tigres. No se han encontrado nuevos tigres en los años posteriores y parece que estos son los únicos seis que existen.
En 1989, se creía que residían 65 elefantes en la reserva.
Aparte de tigres y elefantes, leopardos, gaurs, sambars y perros salvajes viven en la reserva. Aunque el río North Koel atraviesa la reserva, los animales dependen de los pozos hechos por el hombre para beber, haciéndolos fácilmente accesibles para los seres humanos.
Más de 140 especies de aves (incluyendo el pavo real) se han avistado en la reserva.
Dos buitres blancos fueron descubiertos por los oficiales de la Reserva de Tigres de Palamau en Chainpur en 2013. Las fuentes dijeron que fueron vistos en el lecho de arena del río North Koel. Esta es la primera vez en 10 años que un buitre ha sido avistado en Palamau.

## Problemas
- El aumento de la presión de las actividades humanas, incluyendo el asentamiento ilegal y la caza furtiva, ha reducido el número de tigres y la capacidad de la reserva para mantener más tigres.
- La financiación ha sido un continuo problema. Como no existe un plan de manejo adecuado para la reserva, continúa siendo así.
- La escasez de personal es un gran problema. El trabajo de monitoreo, protección y conservación no se aplica en toda la reserva.